# Виетнамска народна армия
Виетнамска народна армия е официалното название на въоръжените сили на Социалистическа република Виетнам. По време на войната във Виетнам американците я наричат „Северновиетнамска армия“, отчасти за да се различава от Виет Конг (която понякога е считана за клон на ВНА). Виетнам разполага с десетата по големина армия в света с 484 000 души в редовните военни формирования. Броят на резервистите е около 4 000 000. ВНА има богат боен опит още от Втората световна война, където се сражава срещу японската имперска армия. Победите срещу войските на Франция, Южен Виетнам, САЩ, Камбоджа и Китай затвърждават образа на ВНА като добре организирана и боеспособна организация, и спомагат за прокарването на силно виетнамско влияние в региона.